# Нарцины
Нарцины (лат. Narcine) — род скатов из семейства нарциновых отряда электрических скатов. Это хрящевые рыбы, ведущие донный образ жизни, с крупными, уплощёнными грудными плавниками в форме диска и хвостом, превышающим по длине диск. По бокам хвостового стебля расположены складки. Имеются два спинных плавника, второй, как правило, немного меньше первого. Брызгальца находятся близко к глазам, кожные складки, обрамляющие ноздри, срощены в единый лоскут, расположенный перед ртом. Зубы почти плоские с небольшим центральным заострением. Нарцины способны генерировать электрический ток. Обитают в тропических и субтропических водах всех океанов на глубине до 55 м. Максимальная зарегистрированная длина 76,2 см.
Научное название рода, равно как и семейства происходит от слова др.-греч. νάρκη — «оцепенение», «неподвижность».

## Биология
Нарцины являются донными морскими рыбами. Они способны генерировать электрический ток довольно ощутимой человеком силы. Размножаются яйцеживорождением, эмбрионы вылупляются из яиц в утробе матери. Рацион состоит в основном из полихет. Многие виды ведут ночной образ жизни.

## Классификация
По данным сайта FishBase, на декабрь 2022 года в род включают 16 видов:
- Narcine atzi M. R. de Carvalho & J. E. Randall, 2003
- Narcine baliensis Carvalho & White, 2016
- Narcine bancroftii E. Griffith & C. H. Smith, 1834)
- Narcine brasiliensis (Olfers, 1831) — Бразильская нарцина
- Narcine brevilabiata Besednov, 1966
- Narcine brunnea Annandale, 1909
- Narcine entemedor D. S. Jordan & Starks, 1895 — Малая нарцина
- Narcine insolita M. R. de Carvalho, Séret & Compagno, 2002
- Narcine leoparda M. R. de Carvalho, 2001
- Narcine lingula Richardson, 1846
- Narcine maculata (G. Shaw, 1804) — Пятнистая нарцина
- Narcine oculifera M. R. de Carvalho,  Compagno & Mee, 2002
- Narcine prodorsalis Besednov, 1966
- Narcine rierai (Lloris & Rucabado, 1991)
- Narcine timlei (Bloch & Schneider, 1801)
- Narcine vermiculata Breder, 1928

Часть видов, ранее относимых к Narcine, была выделена в род Narcinops.

## Взаимодействие с человеком
Эти скаты иногда попадаются в качестве прилова при коммерческом рыбном промысле. Иногда мясо используют в пищу. Некоторых нарцин можно содержать в домашних аквариумах. Они не опасны для человека, хотя способны нанести ощутимый электрический удар.